# Dichaetomyia nudinervis
Dichaetomyia nudinervis este o specie de muște din genul Dichaetomyia, familia Muscidae, descrisă de Malloch în anul 1928. Conform Catalogue of Life specia Dichaetomyia nudinervis nu are subspecii cunoscute.